# Miloslav Stehlík
Miloslav Stehlík (2. dubna 1916 Milovice – 15. srpna 1994) byl český dramatik, režisér, herec a prozaik.

## Životopis
V letech 1936–1937 studoval na dramatickém oddělení pražské konzervatoře. V období 1940–1944 hrál v divadelních společnostech Z. Valdena, J. Burdy, F. Sece a J. Marečka . Podílel se na založení Realistického divadla v Praze, kde pak v letech 1945 až 1949 působil. V letech 1949–1951 působil ve funkci uměleckého ředitele Divadla Jiřího Wolkra. V divadelní sezóně 1952/1953 byl hercem a režisérem Divadla J. K. Tyla v Plzni. V následující sezóně (1953/1954) byl dramaturgem činohry Národního divadla v Praze, do této funkce se vrátil ještě v letech 1970–1976, kdy odešel do důchodu. V období let 1955–1966 byl dramaturgem a režisérem Divadla na Vinohradech .
Vyučoval na Divadelní fakultě Akademie múzických umění v letech 1952/1953. Byl manželem herečky Věry Budilové a otcem herce Milana Stehlíka.

## Dílo

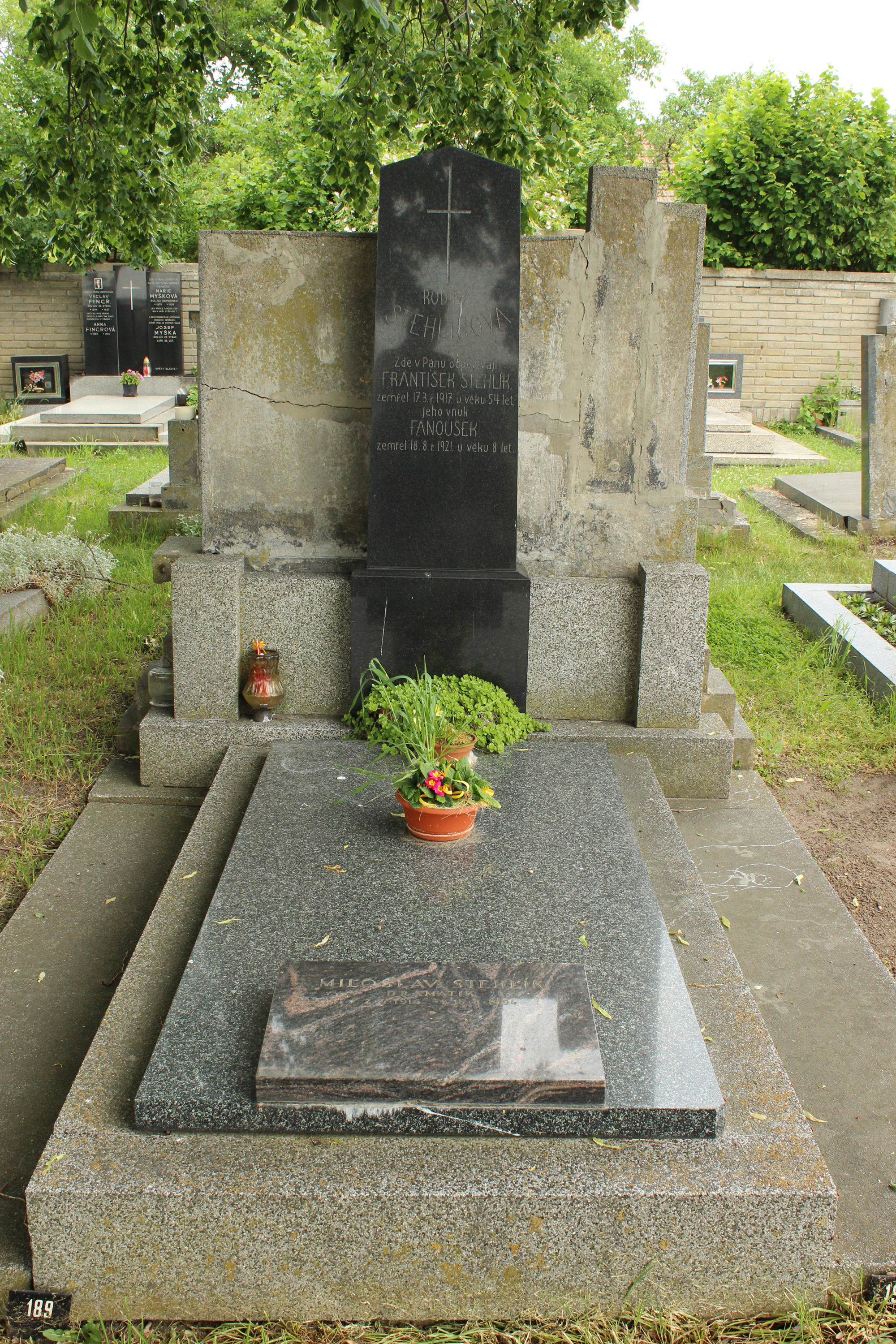
Hrob Miloslava Stehlíka na hřbitově ve vesnici Straky

M. Stehlík se ve svém díle věnoval převážně tématu, jenž nahlížel na revoluční proměnu poválečné vesnice a s tím spojenou proměnu člověka. Ve své oblasti byl výjimečným, jelikož „úspěch“ svých her nestavěl pouze na konfrontaci s kapitalismem a na „úspěších“ socialismu, ale pokoušel se i zde dodržovat alespoň některé zásady dramatu. V některých hrách se mu podařilo spojit všechny „nepřátele socialismu“ do jedné postavy – fašistický sedlák ap.
Drama a próza
- Vesnice Mladá, 1947, realistická hra z vesnického prostředí
- Lodi naděje, 1948
- Mordová rokle, 1949
- Jarní hromobití, 1952, opět se jedná o hru z vesnice, ale zde již zemědělci radostně budují socialismus
- Nositelé řádu, 1953
- Vysoké letní nebe, 1955
- Selská láska, 1956
- Vesnická kronika, 1959
- Procesí k Panence, 1961

Tvorba pro mládež
- Perníková chaloupka, 1951
- Černí rytíři, o hornicích

Mimo vlastní tvorby dramatizoval řadu sovětských děl: Jak se kalila ocel (Alexandr Nikolajevič Ostrovskij), Začínáme žít (Anton Semjonovič Makarenko) a rovněž román Antonína Zápotockého Vstanou noví bojovníci. Zfilmování se v roce 1961 dočkala jeho prozaická prvotina Procesí k panence (Hrají: V. Lohniský, J. Kemr, F. Filipovský, V. Menšík, S. Zázvorková, J. Bohdalová, P. Filipovská a další. Scénář M. Stehlík. Kamera J. Kučera. Režie Vojtěch Jasný).
Je autorem televizního seriálu Hostinec U koťátek (1971).

## Ocenění
- 1952, 1954 Státní cena
- 1962 Řád práce
- 1966 titul zasloužilý umělec